# Schizodactyloidea
Schizodactyloidea, natporodica kukaca iz podreda Ensifera koja obuhvaća porodicu Schizodactylidae Karny, 1927. raširena je po Indijskom potkontinentu i susjednim azijskim predjelima, poluotoku Mala Azija, i jugu i jugozapadu Afrike

## Sinonimi
- Schizodactylidea Blanchard, 1845
- Schizodactylites Blanchard, 1845